# Албин Вилхар
Албин Вилхар (Постојна, 27. фебруар 1902 — Београд, 24. јул 1975) је био словеначки филолог, преводилац са старогрчког, латинског, немачког, француског, енглеског и италијанског језика и педагог.

## Биографија и дело
Рођен је у Постојни. Основну школу завршио је у родном месту а гимназију у свештеничком интернату у Шент Виду - Љубљана у Словенији. После завршене средње школе годину дана је студирао теологију у Љубљани а затим напустивши ту оријентацију наставио студије класичне филологије у Љубљани и Бечу. Године 1924. одбранио је на универзитету у Љубљани докторску дисертацију ο делима хеленистичког песника Партенија под насловом „Избрана впрашања ο Партхени-ју“ (Quaestionaes Partheninae).
После припајања Постојне Италији и позива да служи италијанску војску, прешао је у Југославију и почео да ради као професор у гимназији. Веома кратко време радио је у гимназији у Новом Месту а затим је премештен у Зајечар. Боравак у Србији који је трајао све до његове смрти карактерисао је као најсрећнији период свога живота. После гимназије у Зајечару био је премештен у Сремске Карловце, затим Нови Сад, Земун и Београд где је више година радио у II. мушкој гимназији и на крају у класичној гимназији.
Његов стручни рад одвија се током целог активног живота и времена у коме је био пензионер и садржи поред више оригиналних радова и велики број превода са страрогрчког, латинског, немачког, француског, енглеског и италијанског језика.

### Ауторска дела
- Докторска дисертација: Избрана впрашања ο Партенију, 1924.
- Ђурђевдан и римске парилије. 1926. Зајечар, годишњи извештај гимназије.
- Орфеј и орфизем. Студија ο грчкој религији, 1931. Љубљана
- zur Bellerophonsage: Philologische Wochenschrift, 1927.
- Zu Vergils Handschriften, Philologische Wochenschrift, 1928.
- Латински цитати, 11 издања. Матица српска и „Дерета“, 2002.
- Читанка за В разред гимназије (Латинска), 1929.
- Уџбеник латинског језика за I разред гимназије, 1966.
- Уџбеник латинског језика за II разред гимназије, 1966. Оба ова уџбеника штампана су и на албанском језику.
- Легенде ο јунацима старог Рима, 1967. Народна књига и „Дерета“, 2002.
- Уџбеник енглеског језика (у заједници са пук. П. Ећимовићем) за војне академије, 1945.
- Српскохрватско-словеначки речник, Љубљана, 1927.
- Словеначко-српскохрватски речник, Љубљана, 1927.
- Немачко-српски речник, Београд, 1941.
- Српско-немачки речник, Београд, 1941.
- Италијанско-српскохрватски речник, Београд, 1957.
- Српскохрватско-италијански речник, Београд, 1963.

### Преводилачки рад
Преводио је са словеначког, немачког, енглеског, латинског, старогрчког, италијанског и француског језика.
- Жлебник: Општа историја школства и педагошких идеја, 1960. Научна књига, Београда.
- Жлебник: За племенитије међуљудске односе, Народна књига Београд.
- А. Ведам: Приручник „Б“ за радио-аматере, 1953. Техничка књига, Београд.
- Аксел Мунте: Књига ο Сан Микелу, 1969. Београд.
- Х. Џ. Велс: Рат планета, 1951. Техничка књига, Београд.
- Џозеф Конрад: Фреја са седам острва, 1960. Џепна књига.
- Чарлс Озгуд: Метод и теорија у експерименталној психологији, 1964. Савремена школа.
- Зигмунд Фројд: Тумачење снова I-II, 1969, Матица српска.
- У књизи „Поетика хуманизма и ренесансе“ у заједници са другим преводиоцима је превео текстове са латинског и италијанског језика, 1963.
- Платон: Држава, 1957. 1966.2002. Култура, БИГЗ.
- Платон: Горгија или ο солистима, Култура, Београд.
- Платон: Менон или ο врлини, Култура, Београд.
- Платон: Закони, Култура, Београд.
- Сенека: Писма пријатељу, 1976. Матица српска, „Дерета“, 2003.
- Апулеј: Златни магарац, 1954. Ново покољење, „Дерета“, 1993.
- Плутарх: Дион и Брут, 1964. Рад, Београд и „Дерета“, 2002.
- Марко Аурелије: Самом себи, Нови Сад, Матица српска, Милпром 1999. Плато, 1999.
- Плиније Млађи: Епистуле, 1981. Српска књижевна задруга.
- Шмит: Речник митологије, „Вук Караџић“, Београд, 1974.
- Прокопије из Цезареје: Тајна историја, Матица српска 1986.
- В. Бухвалд, А. Холовег, О. Принц: Грчки и латински писци антике и средњег века, „Вук Караџић“, 1974.
- Евангелије по Луки, Београд, 1937.
- Диоген Лаертије: Животи и мишљења истакнутих филозофа, БИГЗ 1973. „Дерета“2003.

### Приредио је и превео
у издању „Дечја радост“ 1952. и „Дерета“ 2002/2003.
- Данијел Дефо: Робинзон Крусо
- Источњачке приче (Избор)
- Андерсен (Бајке избор)
- Према Сервантесу: Дон Кихот
- Гримове бајке (избор)
- Џонатан Свифт: Гуливерова путовања

Поред наведених радова имао је више прилога у Професорском гласнику и „Дому и школи“, био је уредник и редактор за немачки, енглески и француски језик листа „Перфекат“ намењеног учењу и усавршавању језика.
Скоро све његове књиге доживеле су више издања - неке и по десетак!
За свој преводилачки рад а посебно за превод дела: „Животи и мишљења истакнутих филозофа“ од Диогена Лаертија 7. децембра 1973. године додељена му је преводилачка награда Милош Н. Ђурић.